# Havelu
Havelu település Franciaországban, Eure-et-Loir megyében. Lakosainak száma 131 fő (2022. január 1.). Havelu Saint-Lubin-de-la-Haye, Goussainville, Marchezais, Bû és Goussainville községekkel határos.

## Népesség
A település népességének változása:
| Lakosok száma | 109  | 85   | 94   | 113  | 126  | 135  | 142  | 135  | 131  | 131  |
|               | 1968 | 1982 | 1990 | 2006 | 2013 | 2015 | 2017 | 2019 | 2020 | 2022 |